# Chorał gregoriański

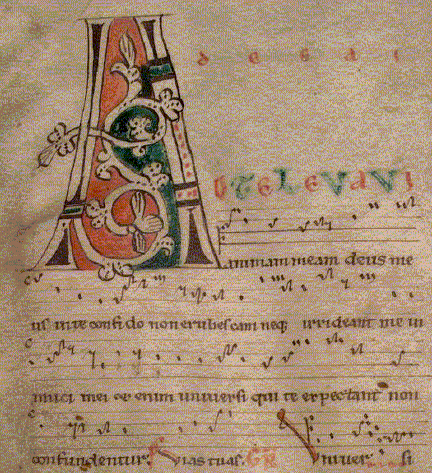
Chorał Ad te levavi w notacji gregoriańskiej

Chorał gregoriański – tradycyjny, jednogłosowy, śpiewany przez mężczyzn śpiew liturgiczny (a capella)  Kościoła łacińskiego. 
Chorał gregoriański był rozwijany, kodyfikowany i notowany w krajach zachodniej i centralnej Europy podczas IX i X wieku, z późniejszymi dodatkami i przekształceniami, ale niektóre teksty i melodie mają swój początek w wiekach jeszcze wcześniejszych.
Chorał pozostawał dominującym nurtem muzyki kościelnej także przez kolejne mijające stulecia, podczas których dał początek różnym jej modyfikacjom. Coraz większą popularność zdobywały niespotykane dotąd techniki wykonywania utworów, w których pojawiały się nowe melodie do nowych tekstów. Inną popularną praktyką było przedłużanie pieśni poprzez przekształcanie jej w organum. Nawet muzyka polifoniczna, która powstała z dostojnych, starych pieśni, stanowiących część organum, skomponowanych przez Leoninusa i Perotinusa w Paryżu (1160-1240), ostatecznie przyjęła formę monofonicznej pieśni. W późniejszych tradycjach nowe style kompozycji stosowano w zestawieniu (lub luźnym związku) z pieśnią monofoniczną. Tak było również za życia François Couperina. Jego Msze Organowe miały być wykonywane na przemian z homofonicznym chorałem. Chociaż po okresie baroku w znacznej mierze śpiew kościelny zmienił swoje oblicze, to w XIX wieku przeżył on swoisty renesans w Kościele rzymskokatolickim i anglokatolickim skrzydle Wspólnoty Anglikańskiej.
Chorały gregoriańskie oparte są na ośmiu skalach modalnych. Cztery z nich są autentyczne, a cztery plagalne. Najważniejszymi stopniami w skalach są: finalis (dźwięk końcowy) i tonus dominant (dźwięk dominujący, inaczej reppercusio). Pary skal autentycznej i plagalnej (np. dorycka i hypodorycka) mają taki sam tonus finalis i różny tonus dominant.
Do typowych cech melodycznych chorałów gregoriańskich należą: incipit oraz kadencja, zastosowanie tonów recytacyjnych, wokół których skoncentrowane są inne dźwięki melodii, a także przeplatające się w procesie centonizacji teksty słowne motywów muzycznych, tworzące grupy podobnych chorałów.
Melodie gregoriańskie zapisuje się stosując neumy, wczesną formę notacji muzycznej, która w XVI wieku dała początek współczesnej notacji na pięciolinii. Chorał gregoriański odegrał kluczową rolę w rozwoju polifonii.
Tradycyjnie śpiewały go chóry mężczyzn i chłopców w kościołach, a także kobiety i mężczyźni ze zgromadzeń zakonnych w kaplicach. Jest to muzyka rytu rzymskiego, wykonywana podczas mszy oraz godzin kanonicznych (łac. oficjum) w klasztorach. Chorał gregoriański, który zyskał miano oficjalnej muzyki liturgii chrześcijańskiej, przyczynił się do marginalizacji, a czasami nawet całkowitego wyparcia innych lokalnych tradycyjnych pieśni chrześcijańskiego Zachodu. Mimo to w Mediolanie nadal wykonywano chorał ambrozjański, który wraz z chorałem mozarabskim z chrześcijańskiej Hiszpanii stanowiły przedmiot zainteresowania muzykologów. Chociaż wykonywanie chorału gregoriańskiego nie jest już obowiązkowe, Kościół rzymskokatolicki nadal oficjalnie uznaje go za muzykę najbardziej odpowiednią dla kultu religijnego. W XX wieku chorał gregoriański powrócił do łask zarówno w środowisku muzykologów, jak i ludzi świeckich.

## Cechy chorału gregoriańskiego
- jednogłosowość;
- wykonanie przez mężczyzn;
- melizmatyczność, czyli wykonywanie kilku dźwięków na jednej sylabie;
- a cappella – bez akompaniamentu, czyli użycie w muzyce kościelnej jedynego świętego instrumentu – ludzkiego głosu;
- teksty w języku łacińskim;
- oparty na skalach modalnych, czyli kościelnych;
- teksty głównie z Pisma Świętego;
- notacja neumatyczna;
- podstawą kompozycji jest tekst;
- symbioza tekstu i melodii.

## Notacja
Notacja na przestrzeni całej epoki: litery, neumy, klucze, solmizacja.
Chorał w późniejszym okresie swojego rozwoju był zapisywany za pomocą tzw. notacji neumatycznej, która wykorzystywała specjalne znaki (tzw. neumy) na oznaczenie poszczególnych dźwięków: virga na oznaczenie dźwięku relatywnie wyższego oraz (punctum) na oznaczenie dźwięku relatywnie niższego lub ich grup przypadających na jedną sylabę tekstu (neumy proste i neumy złożone). We wczesnym stadium rozwoju europejskiego zapisu muzycznego (do X w.) neumy wyrażały tylko przybliżoną wysokość dźwięków, wyrażały za to całe bogactwo rytmiczne tekstu. Po wynalezieniu solmizacji Guidona z Arezzo w XI w. określały konkretne dźwięki, gdyż możliwym było kreślenie dokładnej relacji wysokościowej.
Podstawowe znaczenie w chorale gregoriańskim ma tekst składający się z fragmentów pochodzących głównie z Pisma Św. Muzyka jest siłą ekspresyjną słowa, która wzmacnia jego znaczenie. Ważne było zrozumienie nierozerwalnej symbiozy tekstu i muzyki.
Z punktu widzenia estetyki, można wyróżnić następujące style kompozycji gregoriańskiej:
- sylabiczny (deklamacyjny) – gdy na jedną sylabę tekstu przypadał jeden dźwięk
- neumatyczny – gdy na jedną sylabę tekstu przypadała jedna neuma (obejmująca dwa-trzy dźwięki)
- melizmatyczny – gdy na jedną sylabę tekstu przypadało od dwóch do kilkunastu nut

## Rodzaje śpiewów
W chorale gregoriańskim wyróżnia się następujące rodzaje śpiewów:
- Psalmodia – śpiewy proste, recytatywne, wykonywane solo, przez dwa chóry na przemian lub przez wszystkich wiernych; posługuje się ona charakterystycznymi dla każdego tonu psalmowego formułami melodycznymi, z kolei tony mają wiele zakończeń modulujących do następujących po nich śpiewów. Melodyka psalmodii jest ściśle sylabiczna lub w niewielkim stopniu ozdobna. Śpiewy psalmodyczne kończą się przeważnie doksologią.

- Antyfona – utwory w zasadzie krótkie (z wyjątkiem Introitów i Communio) spełniające role refrenów do psalmów, z którymi zazwyczaj występują. Istniały antyfony rozbudowane melizmatycznie, np. wielkanocne. We wczesnym okresie stosowano przemienną recytację psalmów przez dwa chóry, później nazwano tak wszystkie śpiewy wykonywane zbiorowo.

- Responsoria – śpiewy melizmatyczne (np. Alleluja) lub sylabiczne (np. graduały, offertoria) i utwory w stylu swobodnym.

- Ordinarium missae – Kyrie, Gloria, Credo, Sanctus (włącznie z Benedictus), Agnus Dei i Ite Missa est lub  Benedicamus Domino –

śpiewy o charakterze recytacyjnym lub melizmatycznym, wykonywane przeważnie przez 2 chóry równe. ordinarium missae jest z muzycznego punktu widzenia najbardziej interesującym i kompleksowym cyklem w chorale gregoriańskim.
- hymny, tropy, sekwencje, versus, quasi-versus – formy zarówno oryginalne, jak i adaptowane, wzięte niekiedy z innego repertuaru, np. liturgii bizantyjskiej (Agios o Theos na Wielki Piątek, śpiewy na uroczystości Oczyszczenia NMP). Hymn to jednogłosowa pieśń sławiąca Boga, o melodyce sylabicznej i budowie zwrotkowej, wprowadzona przez św. Ambrożego jako śpiewy kościelne. Trop to wstawka nowego wierszowanego tekstu z melodią, umieszczonego pomiędzy tekstem liturgicznym. Za twórcę tropów został uznany szwajcarski mnich, Tuotilo (zm. 915). Sekwencja to rodzaj wstawki z nowo stworzonym tekstem podstawionego pod istniejące wcześniej melodie, będące bezsylabowymi dźwiękami melizmatu na słowie, np. alleluja. Najsłynniejsze sekwencje, które sobór trydencki ograniczył do 5, to pochodzące z końca XII wieku: Stabat Mater Dolorosa (z łac. Stała Matka Bolejąca) Jacopone da Todi i Dies Irae (z łac. Dzień gniewu) Tommaso Celano. W Mediolanie nazywano je „longissima melodia” (z wł = melodia najdłuższa), gdyż tworzył ją łańcuch złożony nawet z kilkudziesięciu nut. Do tej grupy zaliczyć również można misteria, dramat liturgiczny, wczesne łacińskie pieśni waganckie, najstarsze pieśni trubadurów – conductus.

Niedawno odkryty został dramat liturgiczny Hildegardy z Bingen Ordo virtutum (Gra cnót) – moralitet. Cechuje się wyszukaną melodyką i ekspresyjnością. Wykorzystano tam instrumenty smyczkowe (fidel) oraz dęte (syrinks).
- concentus – charakteryzował się śpiewnym charakterem melodii bez względu na tekst słowny;

- lais – pieśni na cześć chrześcijańskich świętych;

- legendy – rymowane pieśni o świętych;

- ody – forma poezji religijnej; posiadały budowę zwrotkową, śpiewane były zawsze według jednej melodii, zwanej „hirmos”.

## Śpiewy mszalne i pozamszalne
Podział chorału gregoriańskiego na śpiewy mszalne i pozamszalne:

### Mszalne
Początkowo chorał rozwijał się głównie w klasztornych ośrodkach benedyktyńskich (Reichenau, Fulda, Akwizgran, Sankt Gallen,
Metz i in.), a później także w innych ośrodkach monastycznych: kartuskich (od IX w.), cysterskich i norbertańskich (od XI w.) oraz franciszkańskich i dominikańskich (od XIII w.). Z czasem chorał gregoriański objął swym zasięgiem także większe diecezje: katedralne i kolegiackie, a wreszcie ośrodki parafialne.
Z biegiem czasu Rzym utracił nadrzędne znaczenie w dziedzinie chorału gregoriańskiego. Od VIII w. dominację w praktyce i twórczości chorałowej przejęły kraje leżące na północ od Alp, a zwłaszcza regiony zajmujące obszar dzisiejszej Francji.
W VIII w. ustała rozwijająca się dotąd twórczość chorałowych śpiewów „Proprium Missae”. Wyjątek stanowiły śpiewy Alleluja, które nadal komponowano. Natomiast szczególnie bogato rozwijała się odtąd twórczość śpiewów mszalnych Ordinarium Missae: Kyrie, Gloria, Sanctus, Agnus Dei oraz Credo.
części stałe mszy (ordinarium missae):
- Kyrie (gr. Panie)

stanowiło początkowo część składową Litanii do Wszystkich Świętych. Samodzielnie znalazło zastosowanie w liturgii rzymskiej dopiero od V wieku. Udział ludu w śpiewy kościelne Kyrie notuje się od VIII wieku. Zachowało się około 266 melodii Kyrie, ale w powszechniej praktyce było jedynie ok. 26 melodii. Melodie były zarówno sylabiczne, jak i melizmatyczne. Kyrie występowało w trzech schematach: AAA, ABA, ABC.
Kyrie eleison, Christe eleison, Kyrie eleison (Panie zmiłuj się, Chryste zmiłuj się, Panie zmiłuj się).
- Gloria

podobnie jak Kyrie, znalazło zastosowanie w liturgii rzymskiej w V wieku. Zachowało się około 50 melodii Gloria. W melodyce Gloria zastosowaną różną technikę: psalmodyczną, motywiczną i przekomponowaną (każda strofa była opracowaniem innej).
- Sanctus (zawiera „Benedictus”)

wprowadzono do liturgii rzymskiej w IV wieku. Zachowało się około 230 melodii Sanctus. Niejednokrotnie pod względem melodyki zbliżało się do śpiewów ludowych. W melodyce Sanctus stosowano technikę przekomponowaną i motywiczną. Ujmowano też melodie zgodnie z tekstem w formę poprzednika i następnika.
- Agnus Dei

podobnie jak Kyrie, było częścią składową Litanii do wszystkich Świętych. Jako samodzielny śpiew występuje w liturgii dopiero w VII wieku. Od IX wieku w śpiewie Agnus dei bierze udział lud. Zachowało się ok. 300 melodii. Pod względem melodycznym Agnus dei jest niezależne od Kyrie i Gloria(które łączono). Agnus dei upodabniało się melodycznie raczej do Sanctus. Melodyka Agnus dei jest zarówno sylabiczna, jak i melizmatyczna. W niektórych melodiach widać wpływ muzyki ludowej.
- Credo

występuje od IV wieku w liturgii mozarabskiej, dopiero od VIII wieku w liturgii rzymskiej. W XI wieku staje się
częścią Ordinarium Missae. Melodyka Credo jest sylabiczna. Credo wykonywało duchowieństwo ze scholą cantorum, lub
schola z ludem.
W XII wieku zaczęto te śpiewy łączyć w zbiory i w cykle mszalne.
W chorałowej twórczości brewiarzowej powstawały głównie śpiewy dla nowych świąt (oficja rymowane). Od IX wieku począwszy rozwinęła się bujna twórczość sekwencji, tropów a później także dramatów liturgicznych. Niewiele dziś wiemy o twórcach śpiewów chorałowych. Przekazany nam chorał to głównie twórczość anonimowa, co było zresztą zgodne z ogólnie przyjętą podstawą twórców średniowiecza. Znacznie więcej
informacji posiadamy o teoretykach, którzy w swych traktatach ustalili podstawy tonalne chorału gregoriańskiego, a także
poprzez wprowadzenie notacji diastematycznej umożliwili doskonalszy i wierniejszy zapis i przekaz melodii chorałowych.
Do najwybitniejszych teoretyków należeli m.in.:
- Alkuin (753-804),
- Aurelian z Réôme (IX w.),
- Odo z Cluny (+942),
- Notker Labeo (+1022)
- Gwido z Arezzo (955-1050),
- Hermannus Contractus (1013-1054),
- Johannes Cotto, vel Affligemensis (X/XI w.),
- Guido z Charlieu (+1158),
- Guido z Eu (XII w.),
- Johannes de Garlandia (+1272).

Wyżej zamieszczone informacje pochodzą z:
i części zmienne mszy (proprium missae):
- Introitus (śpiew na rozpoczęcie)
- Responsorium-graduale
- Alleluja
- Offertorium (śpiew na przygotowanie darów)
- Communio (śpiew na komunię)

### Pozamszalne
Oficja (liturgia godzin, godziny kanoniczne):
- Jutrznia (przed wschodem słońca, odprawiana jeszcze w nocy – dzisiaj znana jako Godzina Czytań);
- Laudes (od laudare – chwalić o brzasku – dzisiejsza Jutrznia);
- Pryma (o wschodzie słońca – dziś zniesiona);
- Tercja (o 9.00);
- Seksta (w południe);
- Nona (ok. 15.00);
- Nieszpory (o zachodzie słońca);
- Kompleta (przed udaniem się na spoczynek).

Głównym elementem tych oficjów są: hymn, antyfony, psalmy, responsoria.

## Historia chorału gregoriańskiego
Chorał gregoriański, rzymski chorał, repertuar śpiewów ściśle liturgicznych Kościoła rzymskokatolickiego, ukształtowany w początku VIII w., a przekazany w rękopisach w IX w. Językiem tekstów chorału gregoriańskiego jest łacina. Nazwa chorału gregoriańskiego pochodzi z ok. 770 r. i pierwotnie oznaczała śpiew rzymski – cantus firmus, na który składały się skodyfikowane śpiewy pochodzące m.in. z muzyki synagogalnej, syryjskiej, bizantyjskiej i greckiej. W 754 r. chorał rzymski usiłował wprowadzić w Galii król Pepin Mały. W 787 r. papież Hadrian wysłał rękopisy z chorałem opactwu w Cordobie. Zdaniem Amaleriusza z Metzu (831 r.) w obu przypadkach chodziło o śpiew tzw. starorzymski zwany również autentycznym, w odróżnieniu od chorału późniejszego, do którego zalicza się hymny, sekwencje, versus itp., jak również utwory klasyczne z późniejszego okresu, m.in. officium za zmarłych, o Św. Trójcy i Wszystkich Świętych. Chorał rzymski rozpowszechnił się w kraju Franków między 782 a 786 r., na północy Italii wyparł on lokalny śpiew zwany ambrozjańskim lub mediolańskim (chorał ambrozjański), charakteryzujący się bogatymi melizmatami i rozbudowaną melodyką. Chorał mediolański uległ niewielkim wpływom gregoriańskim za pośrednictwem kościoła w Monza, Ravennie, Pavii i klasztorów północnowłoskich, będących w kręgu wpływów ośrodka w Saint Gall. Wcześnie, bo jeszcze w VI w. chorał rzymski dotarł do Anglii. W 805 r. Karol Wielki wprowadził w swym państwie śpiew, który uważał za autentyczny chorał gregoriański. Nokter z Saint Gall podkreślił w 883 r., że między śpiewem rozpowszechnionym w Galii a śpiewem wykonywanym w Rzymie – śpiew starorzymski, istnieje wielka różnica. W IX w. chorał gregoriański objął swym zasięgiem centralną Germanię, później Czechy i Polskę (966 r.). Z lat 817–834 pochodzi pierwszy znany rękopis chorału gregoriańskiego (Monachium, kodeks 9543) z melodiami zanotowanymi notacją bezliniową (in campo aperto). System ten był bardzo nieprecyzyjny, toteż w XI w. Hermannus Contractus wprowadził oznaczenia literowe dla uściślenia i sprecyzowania interwałów. Ważnym krokiem w uściśleniu zapisu muzycznego chorału gregoriańskiego było wprowadzenie do notacji linii (po raz pierwszy w 986 r. w klasztorze w Cordobie). Linię dla dźwięku „fa” kreślono inkaustem czerwonym, zaś dla dźwięku „do” – żółtym. System ten udoskonalił Guido z Arezzo dodając dalsze linie. Na bazie notacji francusko-normandzkiej rozwinęła się notacja chorałowa w dwóch podstawowych rodzajach:
- rzymska zwanym nota quadrata
- niemiecka, czyli gotycka – neumy

Wprowadzenie precyzyjnego zapisu muzycznego miało pierwszorzędne znaczenie dla dalszego rozwoju i ujednolicenia chorału gregoriańskiego. Niezależnie od tradycji rzymskiej rozwijały się samodzielnie śpiewy w liturgii mediolańskiej, benewentyńskiej, gallikańskiej, mozarabskiej (Toledo), wizygockiej. Wszystkie te śpiewy wchodzą w skład tzw. monodii liturgicznej – cantus planus, czyli śpiewów jednogłosowych opartych na systemie diatonicznym. W opinii teoretyków z X i XI w. termin planus oznaczał śpiewy w rejestrze niskim. W tym znaczeniu użył go Guido d’Arezzo w 12. rozdziale traktatu Micrologus. W epoce notacji modalnej i notacji menzuralnej (od XIII w.) określenie musica plana wiązało się z rytmem swobodnym i było przeciwieństwem menzuralnej – musica mensurata.
Po wprowadzeniu notacji do chorału gregoriańskiego uległ on wielu modyfikacjom i zniekształceniom, w wyniku których nastąpiło zubożenie lub nawet całkowite wyrugowanie ornamentyki. Występujące w chorale gregoriańskim rozbieżności, tak w melodyce, jak i w teorii, mające różne podłoże, a występujące tak w śpiewach monastycznych, jak i w śpiewach kościołów katedralnych – nawet w obrębie regionów tego samego kraju, doprowadziły do podjęcia reform unifikujących chorał gregoriański. Przeprowadzili je cystersi (1134), dominikanie (1255–1256), kartuzi, premonstratensi (norbertanie), karmelici (przed 1312), franciszkanie. Chorał gregoriański stał się również punktem wyjścia dla konstrukcji wielogłosowych, kontrapunktycznych (organum), modyfikujących pierwotną linię melodyczną – cantus firmus.
Począwszy od XII w. chorał gregoriański coraz bardziej zaczął podlegać wpływom muzyki menzuralnej.
Chorał gregoriański oparty jest na 8 skalach modalnych (skale kościelne), 4 autentycznych (re – dorycka, mi – frygijska, fa – lidyjska, sol – miksolidyjska) i 4 plagalnych, będących transpozycjami skal autentycznych o kwartę w dół, z zachowaniem wspólnej finalis (la – hypodorycka, ut/si – hypofrygijska, do – hypolidyjska, re – hypomiksolidyjska). Pozwala to na pewnego rodzaju modulacje do innych skal (tonów, modusów) lub w obrębie tej samej (np. modus w „re” ulega przekształceniu w modus „la” i „sol” z „si bemol”). Śpiewy te są wyłącznie jednogłosowe, wykonywane przez głosy męskie, zgodnie z ówczesną zasadą Mulier tacet in ecclesia. Ambitus melodii chorału gregoriańskiego obraca się najczęściej w obrębie seksty (u cystersów nie przekracza decymy), czasami dochodzi do duodecymy (np. offertorium Jubilate Deo, graduał Qui sedes Domine). Melodie rozwijają się przeważnie wokół dźwięku podstawowego, czyli finalis.
Z biegiem czasu chorał gregoriański rozwijał się, podlegał reformom i zmianom. Repertuar tzw. autentyczny skrystalizował się w VIII-IX w. i był także używany do innych tekstów lub nawet komponowano utwory pseudogregoriańskie (H. Du Mont).
Przeciwko deformacjom dawnego repertuaru chorału gregoriańskiego występowało wielu teoretyków i papieży. Okres ten kończy się uchwałami soboru trydenckiego – reformą chorału gregoriańskiego dokonaną przez papieża Grzegorza XIII (1577). W Polsce opracowano wydanie śpiewów oparte na dawnych rękopisach. Graduał i Antyfonarz zatwierdzone zostały w 1621 i 1628 roku przez Synod Piotrkowski i Uniwersytet Jagielloński.

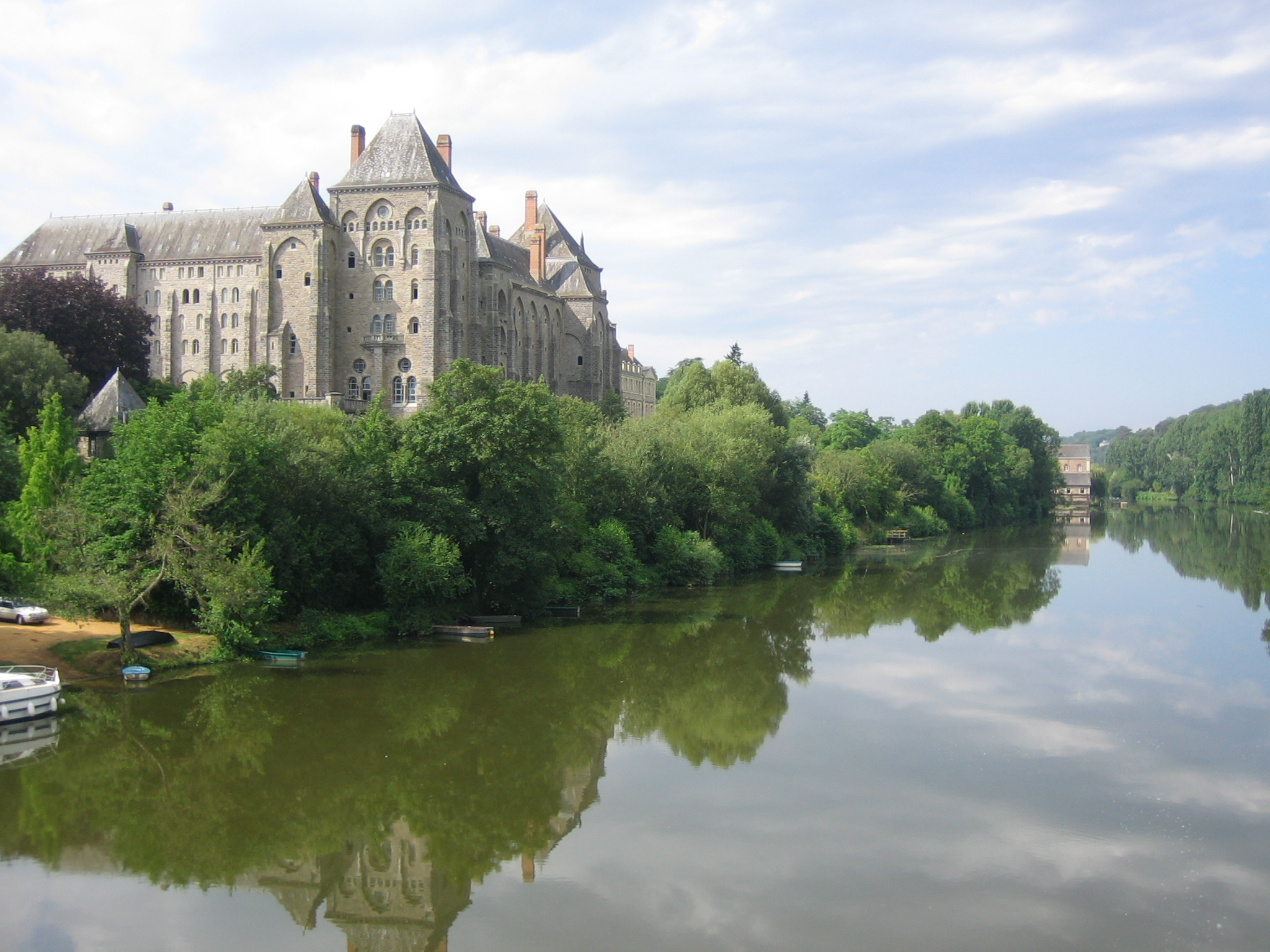
Opactwo św. Piotra w Solesmes

Prace nad rekonstrukcją chorału gregoriańskiego rozpoczęto w XIX w. pod hasłem powrotu do źródeł, zainicjowane przez ojca Prospera Guérangera i jego następców w opactwie benedyktyńskim w Solesmes (słynna szkoła solesmeńska). Podjęto badania paleograficzne najstarszych rękopisów muzycznych i odtworzono ich pierwotną wersję. Punktem zwrotnym było opublikowanie swojej pracy przez kanonika Gontier z Le Mans oraz rezultatów badań solesmeńczyków – o. P. Jausionsa i o. J. Pothiera. Prace te zyskały poparcie papieża Leona XIII i papieża Piusa X, który encykliką Tra le Sollecitudini z 22 listopada 1903 roku zlecił im nową redakcję ksiąg liturgicznych (tzw. Editio Vaticana). Pius XI ogłosił konstytucję Divini cultus, dotyczącą pielęgnowania chorału gregoriańskiego, a Pius XII wydał 2 encykliki potwierdzające dawne przepisy. Sobór watykański II zwołany przez papieża Jana XXIII potwierdził ważność chorału gregoriańskiego w kultywowaniu tradycji. W Konstytucji o liturgii w rozdziale VI poświęconym muzyce stwierdza się, że „chorał gregoriański jest śpiewem własnym liturgii rzymskiej i w liturgii on powinien zajmować pierwsze miejsce”, jednak wraz z zastąpieniem łaciny językami narodowymi zatracono nierozerwalny związek słowa i muzyki. Nowe odkrycia w dziedzinie rekonstrukcji oraz interpretacji przyniósł wiek XX za sprawą ojca Eugène’a Cardine’a oraz jego uczniów, którzy w 1975 r. założyli Międzynarodowe Stowarzyszenie Studiów Śpiewu Gregoriańskiego (Associazione Internazionale Studi di Canto Gregoriano – w skrócie AISCGre).
Na początku lat dziewięćdziesiątych XX wieku melodie gregoriańskie wykorzystał w swojej twórczości projekt Michaela Cretu – Enigma.